# Abborrvarpet, Hudiksvall
Abborrvarpet är en sjö i Hudiksvalls kommun i Hälsingland och ingår i Harmångersån-Delångersåns kustområde.